# Marcelle Lafont
Pour les articles homonymes, voir Lafont.
Marcelle Lafont est une chimiste, résistante et femme politique française née dans le 3e arrondissement de Lyon le 23 novembre 1905 et morte à Songieu le 8 octobre 1982. Issue de la famille Lafont de l'entreprise Adolphe Lafont, elle obtient le diplôme d'ingénieure chimiste, elle est conductrice de poids-lourds, aviatrice et maîtrise plusieurs langues. Elle se présentera en 1935 à des élections municipales expérimentales à Villeurbanne alors que les femmes n'avaient pas le droit de vote. Pendant la Seconde Guerre mondiale, elle s'illustrera dans de nombreuses actions qui lui valent plusieurs distinctions dont la médaille de la Résistance. Elle finit sa vie à Songieu, dans la propriété familiale des Lafont, où elle s'investit dans la vie politique locale.

## Jeunesse et formation

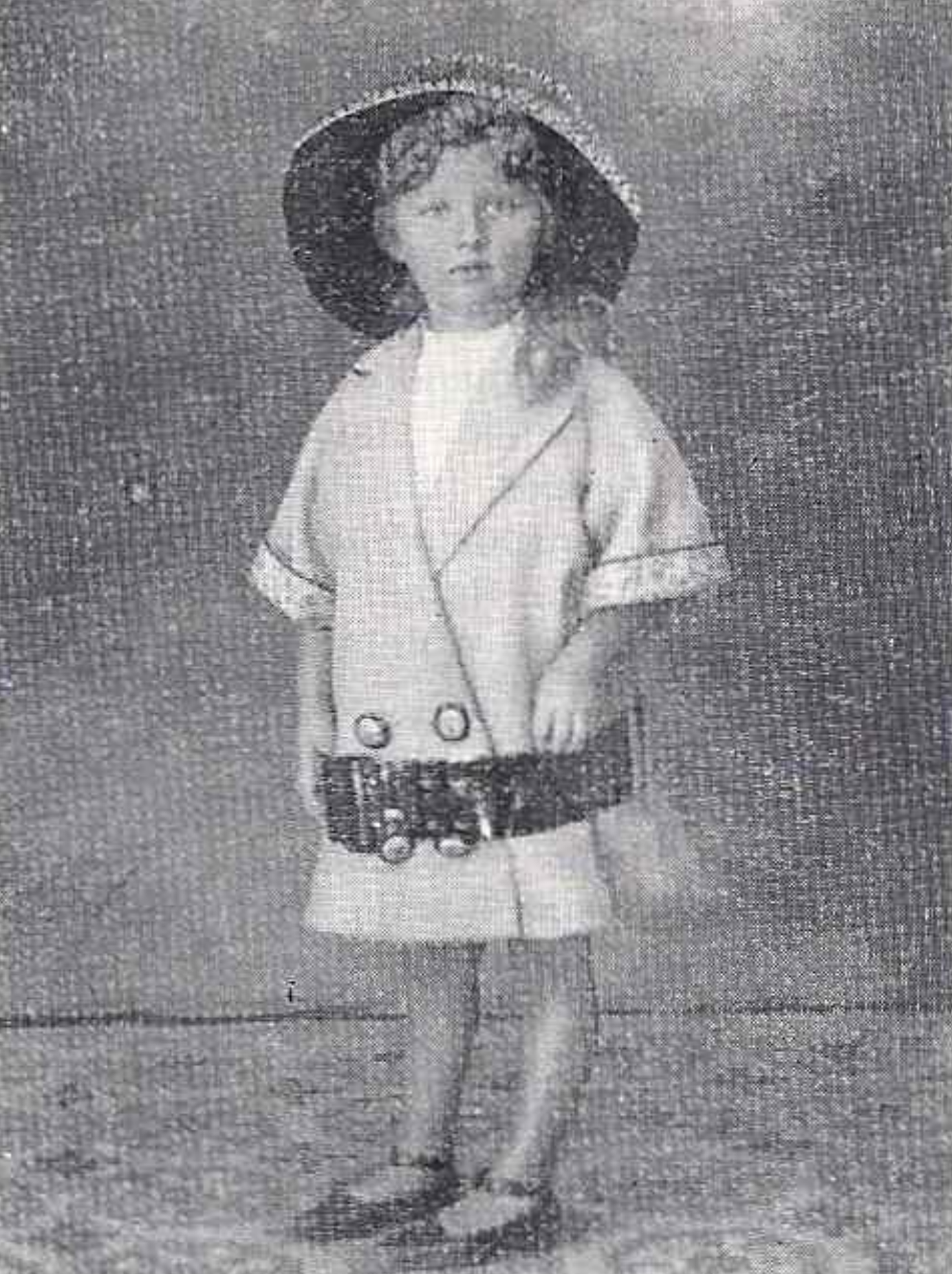
Marcelle Lafont enfant.

Marcelle Lafont est la fille unique d'Adolphe Lafont, industriel, fondateur de l'entreprise Adolphe Lafont et de Pauline Falb. Toute petite, Marcelle accompagnait son père à l'usine, et très tôt, elle se familiarise avec cet univers et voit s'opérer les transformations technologiques dans les ateliers.
Sa mère, ancienne élève du lycée Edgar Quinet, avait déjà pu profiter d'une bonne formation, et son père ayant besoin d'un successeur, elle suit une éducation hors du commun pour une jeune fille appartenant à la bourgeoisie lyonnaise de cette époque. Les filles n'ayant pas vocation à prendre la succession des affaires bénéficiaient d'une éducation à domicile et dans des institutions privées : elles étaient destinées à devenir de parfaites épouses et de futures mères. Marcelle Lafont est donc une exception dans les familles industrielles lyonnaises car elle passe son baccalauréat mathématiques élémentaires et obtient une licence ès sciences. Ensuite, elle réussit le concours d'entrée à l'école de chimie de Lyon et devient ingénieur en 1930. D'autre part, elle ne se mariera pas et n'aura pas d'enfant.
Son grand-père et sa grand-mère du côté de sa mère étant germanophones, elle parle très bien l'allemand, ce qui lui sera très utile lors de ses voyages en Allemagne pendant la seconde guerre mondiale. Elle maîtrise également l'anglais et le malgache.
Dans les années 1930, elle passe son permis poids-lourds et en 1937, elle est brevetée pilote d'avion et est membre de l'aéroclub de Lyon.

## Parcours professionnel
Diplômée ingénieur chimiste, Marcelle aurait pu commencer sa carrière dans l'entreprise familiale, mais pour faire ses preuves, elle préfère se faire embaucher par l'usine d'aérographie Bertholus à Caluire.
Après cette expérience, elle revient au sein de l'entreprise Lafont dans l'atelier de teinturerie et en 1937 quand l'entreprise devient anonyme, son père la fait nommer au conseil d'administration. Il l'appelle d'ailleurs « mon fils ».
En 1935, son oncle Ernest Lafont devient ministre de la santé et des sports, et il lui demande de s'occuper au sein de son cabinet de l'assistance à l'enfance. Elle a la charge des crèches, des orphelinats, du suivi des jeunes délinquants et des enfants malades. Quand le ministère s'arrête en 1936, elle reste auprès de lui comme assistante alors qu'il exerce son mandat de député.
En 1947, après la guerre, elle reprend sa place dans l'entreprise jusqu'à la mort de son père en 1952. Elle démissionne alors du conseil d'administration et Marcelle procède avec sa mère au partage des actions détenues par Adolphe Lafont entre elles deux et l'association des salariés des usines Lafont. Elles se retirent sur la propriété familiale à Songieu dans l'Ain. C'est la fin de sa carrière professionnelle.

## Vie privée et actions sociales

### Actions sociales
Marcelle Lafont a gardé de sa mère protestante l'investissement dans les actions sociales. Outre celles engagées au profit des ouvriers des usines, elle milite dans des associations au niveau national, à visée éducative, telle la Ligue d'Études et de Réformes de l'Enfance délinquante ou médicale avec Guérir et Revivre. Ces associations avaient été mises en place par l'Église réformée.
En 1934, elle anime avec sa mère l'émission dédiée aux femmes, L'heure de la femme, sur la station radiophonique de Lyon La-Doua ouverte par son oncle Ernest Lafont.

### André Clayeux
Au ministère de la santé et des sports, elle rencontre en 1935 André Clayeux qui devient son compagnon de vie sans toutefois se marier. Il était détaché de son régiment d'infanterie, champion sportif et était chargé d'organiser la participation aux JO de Berlin en 1936. Désignée pour représenter le ministre aux JO d'hiver, Marcelle Lafont part à Garmisch-Partenkirchen en février 1936, et ils animent ensemble le reportage radiophonique de l'épreuve de saut à ski qui ouvre les jeux.
Lors de ses convois en Allemagne, elle le retrouve en 1942 à l'Oflag XII B situé dans la citadelle de Mayence qu'elle ravitaille pour la Croix-Rouge. Il avait été fait prisonnier le 25 juin 1940.
Marcelle Lafont et André Clayeux prennent leur retraite à Songieu. Il y meurt le 30 janvier 1971 et y est enterré.

### La demoiselle de Songieu
Retirée à Songieu dans sa propriété du Pic, elle participe activement à la vie du village et devient adjointe et maire. Avec André Clayeux, ils fondent le Cercle Amical de Songieu. Après la mort de son compagnon, elle s'essaie à l’élevage de vaches laitières et de faisans, comme son père l'avait souhaité à l'achat de la propriété. Les habitants la surnomment « La demoiselle de Songieu ».

## Carrière politique

### Candidature en 1935 à Villeurbanne

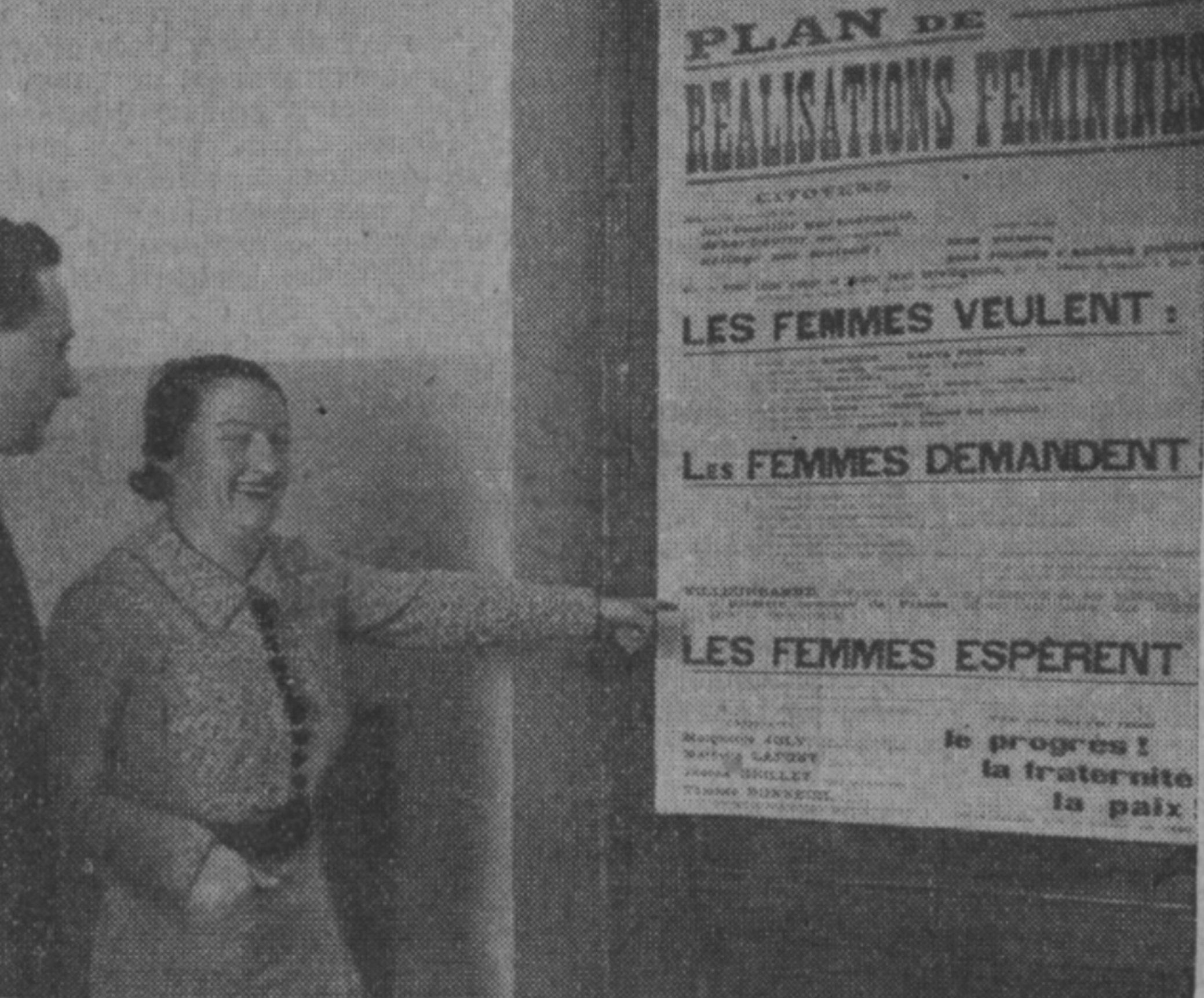
Marcelle Lafont en campagne électorale à Villeurbanne en 1935.

En 1935, à la demande de Lazare Goujon, maire de Villeurbanne, elle se présente comme conseillère municipale privée à Villeurbanne, élection organisée en parallèle des élections officielles de la mairie. Les femmes n'ayant pas le droit de vote à cette époque, cette fonction de conseillère municipale privée était expérimentale. Elles étaient élues par le corps électoral, pouvaient prendre part aux travaux des commissions, être chargées de mission, assister aux séances publiques du conseil municipal mais leurs voix n'étaient que consultatives et elles ne pouvaient pas prendre part aux discussions. L'idée de Lazare Goujon était de faire évoluer la loi sur le vote des femmes en prouvant qu'elles étaient aptes à occuper des responsabilités politiques.
Dans une interview de Paris-Soir, Marcelle Lafont présente son programme. Elle veut : « Le respect des consciences, le respect de la mère et de l'enfant, l'enseignement ménager obligatoire, l'espéranto dans les programmes scolaires et le développement de la pratique des sports ». Elle explique également : « Nous sommes des femmes d'aucun parti, nous sommes des femmes ».
La liste présentée par l'Union française pour le suffrage des femmes de Marcelle Lafont, se fait battre par la liste communiste, et se retrouve en deuxième place sur trois. Ces listes féminines expérimentales avaient obtenues plus de 50 % du nombre des votants.

### Mandats à Songieu
Plus tard, s'étant retirée sur la propriété familiale de Songieu, elle est adjointe au maire de Songieu de mars 1959 à mars 1966 et maire de mars 1966 à mars 1973.

## Rôle pendant la guerre

### 1939
En 1939, Marcelle Lafont demande à être intégrée dans l'Armée de l'air comme aviatrice mais ceci lui est refusé. Elle est alors affectée à l'organisation de la défense passive contre les attaques aériennes et est adjointe au directeur départemental du Rhône. Elle organise des équipes volantes de détection des gaz.
Le 19 juin 1939, avant que la ville de Lyon ne soit envahie, elle transporte dans son camion des soldats armés hors de la ville pour leur éviter d'être faits prisonniers. Elle en cache aussi certains dans son poste de défense passive. Elle arrive à s'infiltrer dans la caserne de la Part-Dieu, qui avait été réquisitionnée par les allemands comme camp de prisonniers, pour leur fournir des vivres et des médicaments.

### Après l'armistice

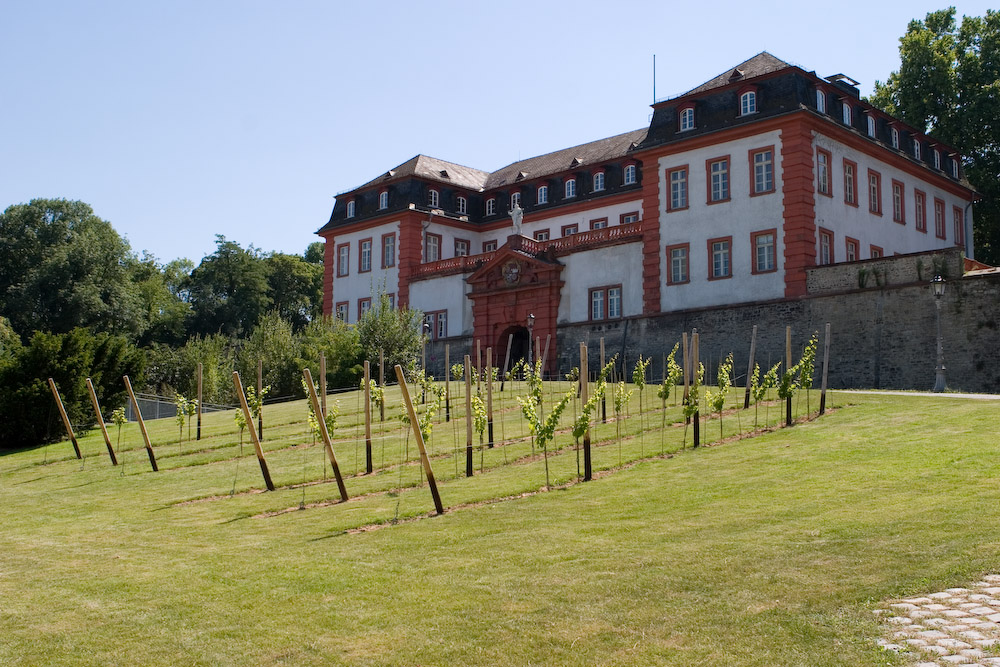
L'Oflag XII-B était situé dans la citadelle de Mayence.

Elle s'occupe des réfugiés et des expulsés alsaciens et lorrains. En novembre 1940, elle s'engage dans la section féminine des conductrices des Amitiés africaines et ravitaille les camps et les hôpitaux de prisonniers. Elle rapatrie dans son camion environ 300 malades et blessés d'origine métropolitaine et des colonies.
Elle se rend deux fois en Allemagne sans papiers officiels pour apporter des vivres et des vêtements dans les kommandos de la région de Stuttgart et à l'Oflag XII-B (en) de Mayence.
Alors qu'elle ravitaille le stalag de Charleville, elle fait évader le 25 octobre 1941 le sous-officier Antoine Blanquez en le cachant sous la plate-forme de son camion pour le conduire à Paris. Elle renouvelle cette opération et fait évader un autre prisonnier dans des conditions analogues.
En 1942, n'ayant plus l'autorisation d'aller en Allemagne, elle reste en zone libre pour s'occuper des militaires venant des colonies. Elle devient directrice d'un foyer à Fréjus qui s'occupe de ces unités. Elle demande aussi la création au ministère des colonies d'un corps d'assistantes coloniales et en devient directrice de décembre 1942 jusqu'à fin 1947. Le service est alors dissout car tous les hommes sont rapatriés.
Du 23 août 1944 à la libération de Lyon le 2 septembre 1944, elle assure le ravitaillement des unités de l'armée provenant des colonies : cela représente environ 500 hommes stationnés à Villeurbanne, Décines, Saint-Fons et Vaulx-en-Velin. Plus tard, elle fera de même dans les villes de Péage-de-Rousillon et de Saint-Rambert-d'Albon.
Elle est assimilée au rang de capitaine le 28 septembre 1945 par le ministre des colonies.
Son engagement auprès de ces militaires venant des colonies lui vaut de recevoir des lettres de reconnaissance de leur part jusqu'à sa mort en 1982 et des distinctions des pays d'origine de ces soldats.

## Médailles et citations

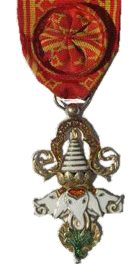
Insigne d’officier de l’ordre du Million d’Éléphants.

Récompensée pour ses actions réalisées tout au long de sa vie, Marcelle Lafont a reçu plusieurs médailles et ordres :
- Chevalier de l'ordre de la Santé publique[2]
- Médaille de la Résistance française (décret du 11 mars 1947) sous le nom « Marcelle Lafond »[16]
- Chevalier de l'ordre du Mérite agricole[2]
- Officier de l'Ordre indochinois du Million d'éléphants et du Parasol blanc[2]
- Chevalier de l'ordre du Dragon d'Annam[2]